# Soledua I
Soledua I is een bestuurslaag in het regentschap Nias Selatan van de provincie Noord-Sumatra, Indonesië. Soledua I telt 370 inwoners (volkstelling 2010).